# Кии (пролив)
Кии (яп. 紀伊水道 кии-суйдо:) — пролив между островами Хонсю (полуостров Кии, префектура Вакаяма) и Сикоку, соединяет Внутреннее Японское море и Тихий океан. Длина пролива — около 50 км, ширина около 40 км. Приливные течения в проливе могут достигать скорости 17 км/ч. Средняя величина прилива — 2 м.
Пролив ограничен мысами Хиномисаки (日ノ御埼, Вакаяма) и Камода-мисаки (蒲生田岬), расстояние между которыми составляет 30 км. Глубина составляет 20-100 м. В северной части соединяется с узкими проливами Наруто, разделяющим Сикоку и остров Авадзи и Китан или Томогасима (и соседними Сато и Накано), разделяющим Авадзи и Хонсю. Южная часть пролива широкая и соединяется напрямую с Тихим океаном. Через пролив происходит миграция рыбы между Внутренним Японским морем и Тихим океаном, что способствует процветанию рыболовной отрасли в регионе (улов составляет около 30000-50000 тонн в год).
Средняя глубина пролива составляет 56 м, площадь — 1554 км², объём — 870 км³.
В проливе смешиваются эвтрофные воды Внутреннего Японского моря и океаническая вода, отчего весной и осенью образуется фронт, разделяющий воды разной температуры и солёности. Кроме того, существует и вертикальный термоклин между тёплыми приповерхностными водами и холодными глубинными. Средняя температура воды составляет 12-24°С, максимальная разница температуры по глубине — 8°С. Средняя солёность воды составляет 33,2 ‰, средняя прозрачность — 9,25 м.
Берега пролива глубоко изрезаны, образуя бухты Ваканоура, Симоцу, Юаса, Татибана, Комацусима, Токусима и прочие. В пролив впадают реки Кинокава, Йосино, Арида и Нака. На берегах пролива расположены крупные города-порты Токусима и Вакаяма, а также города Комацусима, Кайнан и Анан. Там, где Кии соединяется с проливом Наруто, расположен одноимённый город. В проливе расположены острова Исима (1,45 км²) у южной оконечности и Нусима (2,67 км²) — у северной.
Западное побережье пролива площадью 149 км² (территория у устья рек Ёсино и Нака) считается экологически или биологически значимой морской зоной (生物多様性の観点から重要度の高い海域) и отличается высоким биоразнообразием, там растут саргассум, Ecklonia cava и Ecklonia kurome и водятся редкие виды насекомых (Cicindela lewisi и Cicindela inspecularis). Из птиц в больших количествах наблюдаются морской зуёк и бекасы.
Название пролива происходит от названия старинной провинции Кии. В 19 веке на европейских картах иногда назывался «проливом Линсхотена».